# Dekanat bielski (diecezja płocka)
Dekanat bielski – dekanat diecezji płockiej z siedzibą w Bielsku.
Księża funkcyjni (stan na dzień 23 listopada 2021):
- dziekan – ks. prał. mgr Kazimierz Dziadak, proboszcz parafii pw. św. Floriana w Proboszczewicach,
- wicedziekan – ks. mgr Jerzy Antoni Zdunkiewicz, proboszcz parafii pw. św. Jana Chrzciciela w Bielsku,
- ojciec duchowny księży - ks. mgr Andrzej Krajewski, proboszcz parafii pw. św. Stanisława BM w Ciachcinie.

Lista parafii:
| Lp. | Miejscowość / Parafia             | Czas powstania | Proboszcz / Administrator                     | Zdjęcie | Strona www |
| --- | --------------------------------- | -------------- | --------------------------------------------- | ------- | ---------- |
| 1   | Bielsk św. Jana Chrzciciela       | koniec XI w.   | ks. kan. mgr Jerzy Antoni Zdunkiewicz od 2019 |         | → www      |
| 2   | Bonisław św. Stanisława BM        | XIII w.        | ks. mgr Piotr Gątarek od 2019                 |         |            |
| 3   | Ciachcin św. Stanisława BM        | XIV/XV w.      | ks. mgr Andrzej Krajewski od 2002             |         | → www      |
| 4   | Gozdowo Wszystkich Świętych       | 1305           | ks. mgr Sebastian Krupniewski od 2023         |         |            |
| 5   | Łęg Probostwo św. Katarzyny       | 1309           | ks. mgr Zbigniew Józef Załęcki od 2015        |         |            |
| 6   | Stare Proboszczewice św. Floriana | XIII w.        | ks. prał. mgr Kazimierz Dziadak od 2012       |         | → www      |
| 7   | Słupia św. Jakuba                 | 1379           | ks. kan. dr Dariusz Piotr Majewski od 2020    |         |            |
| 8   | Staroźreby św. Onufrego           | ok. 1402       | ks. mgr Krzysztof Zakrzewski od 2019          |         | → www      |
| 9   | Woźniki św. Michała Archanioła    | XIV w.         | ks. mgr Krzysztof Jędrzejewski od 2013        |         | → www      |
| 10  | Zagroba św. Wojciecha             | ok. 1364       | ks. mgr Adam Przemysław Ners od 2022          |         |            |